# DJ Mirko Machine

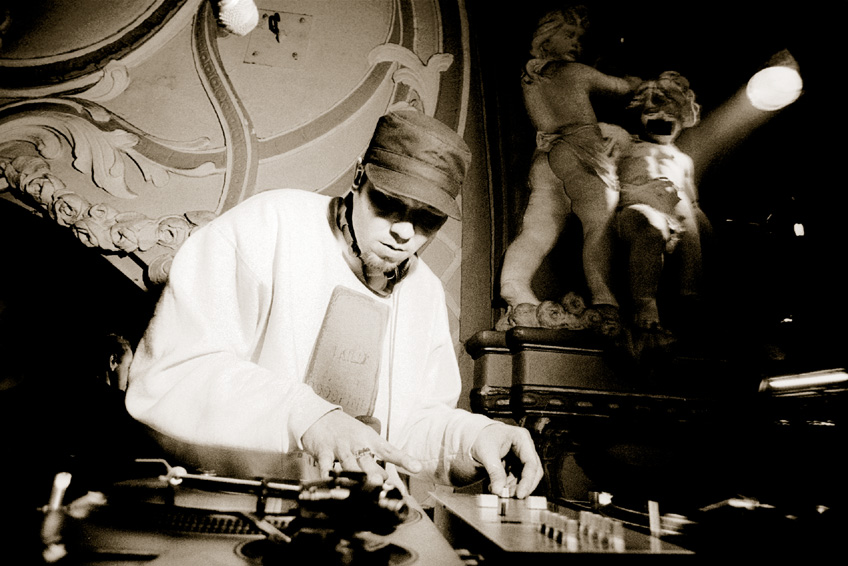
DJ Mirko Machine in Hamburg (1999) …

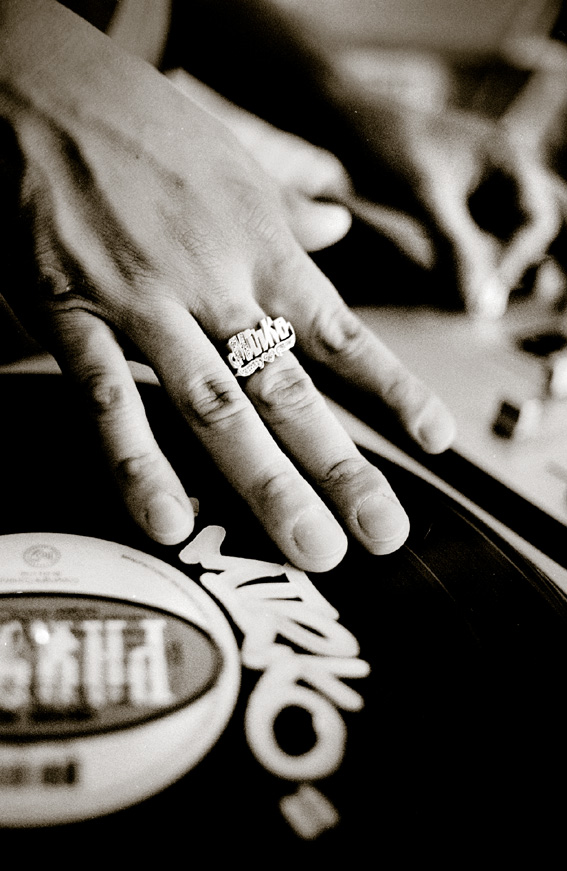
… beim Mischen

DJ Mirko Machine (* 19. März 1969 in Celle, bürgerlich Mirko Hoffmann) ist ein deutscher Hip-Hop-DJ.

## Leben
Nachdem die Familie seine ersten Lebensjahre in Celle und Braunschweig verbracht hatte, zog sie nach Oldenburg, als Hoffmann zwei Jahre alt war. Dort besuchte er die Schule und absolvierte eine Ausbildung zum Chemisch-technischen Assistenten.
Seit 1988 ist Hoffmann zunächst als DJ Mirko, dann als DJ Mirko Machine in der Hip-Hop-Szene aktiv. Im Laufe seiner Karriere tourte er unter anderem mit KRS-One, Eminem, Das EFX, Jeru The Damaja, Talib Kweli, Masta Ace, Lords of the Underground, MC Rene, Stieber Twins, DJ Stylewarz und Dendemann. Er tourte außerdem mit Gang Starr, wobei es auch zu gemeinsamen Auftritten mit DJ Premier kam. Als DJ und Produzent wirkte er auf Tracks von Künstlern wie Spax, MC Rene, Aphroe, Too Strong, Eloquent, Stieber Twins, DJ Stylewarz, Samy Deluxe, Dendemann und Morlockk Dilemma mit.
Im norddeutschen Raum wurde er auch durch seine Radiosendung Real Deal Radio Show bekannt, die er von 1996 bis 1999 in Oldenburg produzierte. Von 2008 bis 2010 erlebte die Sendung ein Revival in Form eines Internetpodcasts.
Er trat in Österreich, der Schweiz, Italien, Dänemark, Norwegen, Schweden, Ungarn, Holland, Frankreich, Tschechien, den USA, Afrika und Deutschland auf, unter anderem auf den Festivals HipHop Open, Splash und dem Hip Hop Kemp. Als Mitglied des Künstler-Kollektivs Klasse von 95 war er Live-DJ der Rapper Spax und MC Rene.
Zwischen 1995 und 1996 war er DJ im Powerhouse in Hamburg. 2000 war Mirko DJ des Battle of the Year. Er war zudem Dozent an der Hip Hop Academy in Hamburg. 2006 wurde er bei den Hiphop.de Awards als „Bester Turntablist“ ausgezeichnet.
Ab 2008 war er für einige Zeit gemeinsam mit seinen DJ-Kollegen DJ Stylewarz und DJ Mixwell als DJ Orchester auf Tour. Zusammen mit Spax formt er das Duo Die Profis.
Einige Jahre war Mirko Machine Resident-DJ im Hamburger Club Grüner Jäger, wo er regelmäßig zu der Veranstaltungsreihe Flavor of the Month einlud.
Seit Anfang 2021 betreibt Mirko Machine einen Musikkanal auf der Videostreaming-Plattform Twitch, auf dem er zumeist werktäglich DJ-Sets streamt. Er besitzt dort den Status eines Partners und zählt zu den nach Zuschauerzahlen 25.000 größten Twitch-Streamern weltweit (Stand 29. April 2023: Rang 23.839).
Im Jahre 2022 wurde im Rahmen eines Kulturprojektes ein überlebensgroßes Graffito mit dem Konterfei von Mirko Machine an die Rückseite des Jugendzentrums Cadillac in Oldenburg gesprüht.
Im Buch Das neue Hiphop Lexikon heißt es über ihn: „Derzeit wichtigster DJ Deutschlands“.

## Diskografie
Alben
- 1998: Stage Tools Vol. 1 (gemeinsam mit Marius No.1 auf dessen Label Chiefrocker Records)
- 2011: Zeiten ändern dich nicht immer (gemeinsam mit Spax als Duo Die Profis auf dem Label MaschinenRaumMusik)
- 2015: Unter dem Radar (gemeinsam mit Spax als Duo Die Profis auf dem Label MaschinenRaumMusik)